# Margattea phryne
Margattea phryne es una especie de cucaracha del género Margattea, familia Ectobiidae. Fue descrita científicamente por Shelford en 1909.
Habita en Costa de Marfil, República Democrática del Congo y Camerún.